# Orden Republike
Orden Republike bilo je odlikovanje SFRJ u tri stupnja. Orden Republike ustanovio je Josip Broz Tito 2. srpnja 1960. godine kao odlikovanje za građanske zasluge.
Orden je imao tri stupnja:
- Orden Republike sa zlatnim vijencem (do 1961. Orden Republike I. reda) - 10. u važnosnom slijedu jugoslavenskih odlikovanja
- Orden Republike sa srebrnim vijencem (do 1961. Orden Republike II. reda) - 18. u važnosnom slijedu jugoslavenskih odlikovanja
- Orden Republike s brončanim vijencem (do 1961. Orden Republike III. reda) - 27. u važnosnom slijedu jugoslavenskih odlikovanja

Odlikovanje se dodjeljivao pojedincima, ustanovama, društenim i političkim organizacijama za osobite zasluge na polju javne djelatnosti kojom se pridonosi općem napretku zemlje.